# Fire King
Pour le manhua taïwanais, voir Fire King (manhua).
Fire King est un jeu vidéo de type action-RPG développé par Micro Forté et publié par Strategic Studies Group en 1989 sur Commodore 64 et IBM PC. Le jeu fait suite à Demon Stalkers et se déroule dans le même univers médiéval-fantastique que ce dernier. Le scénario du jeu débute dans la cité de Stormhaven Bay, celle-ci étant protégée par l’équilibre entre les quatre éléments – le feu, l’eau, la terre et l’air – chacun d’eux étant contrôlé par un mage. Le mage du feu a cependant été assassiné par une créature démoniaque, rompant ainsi l’équilibre entre les éléments et déclenchant une invasion de monstres. Le joueur incarne un héros chargé de rétablir l’équilibre afin de restaurer la paix dans la région de Stormhaven Bay. 
Du fait de sa vue du dessus et des ennemis innombrables envoyés contre le joueur par des générateurs de monstres, le jeu a souvent été comparé à Gauntlet. Il diffère cependant de ce dernier en se focalisant plus sur le scénario et les énigmes.

## Accueil
| Fire King         |      |       |
| Média             | Pays | Notes |
| Dragon            | US   | 4,5/5 |
| Gen4              | FR   | 64%   |
| Info              | US   | 3,5/5 |
| The Games Machine | US   | 61 %  |